# Liste von Travertinsorten

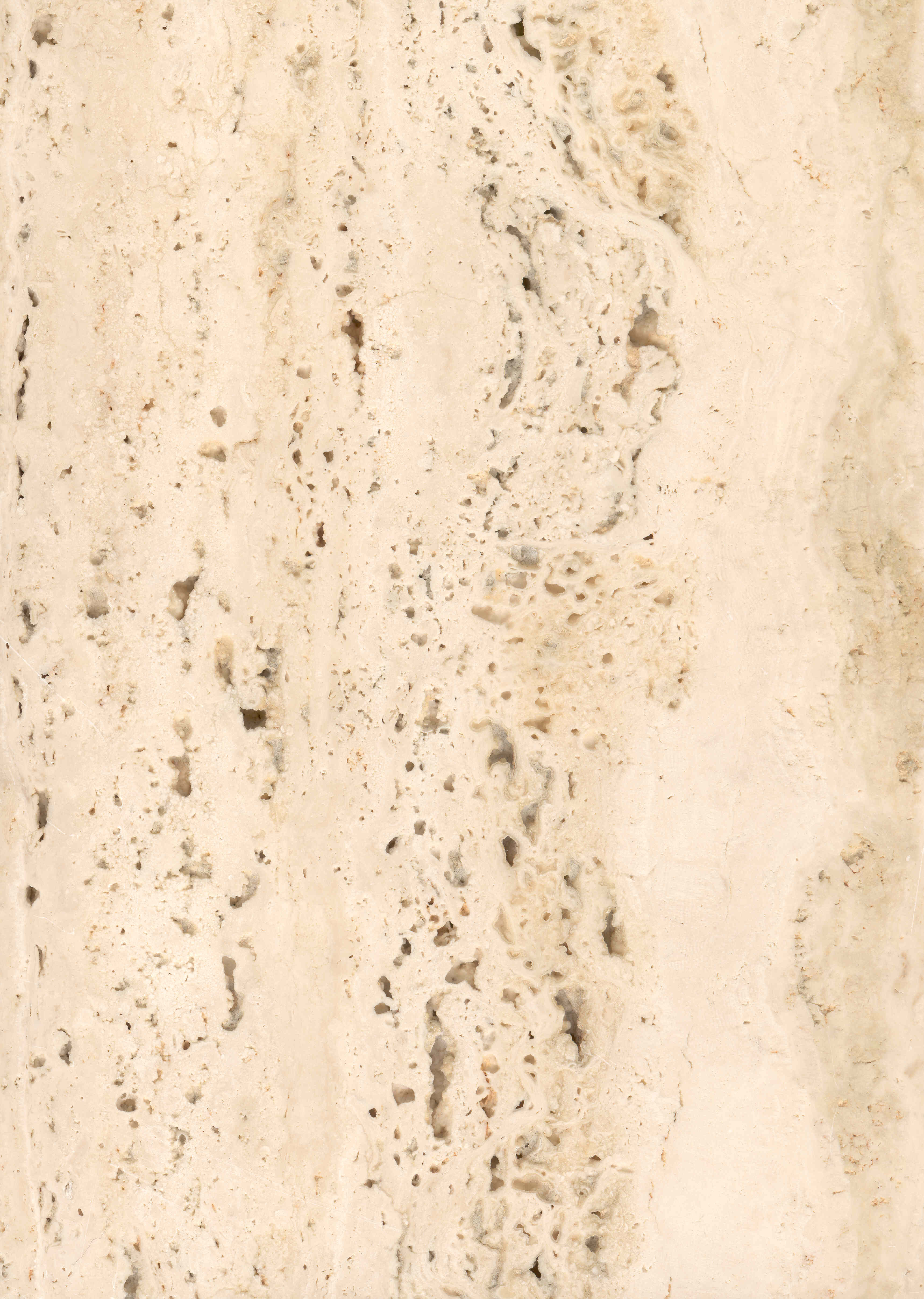
Muster des Römischen Travertins

Diese Liste von Travertinsorten enthälte Travertine, die wirtschaftlich als Naturstein genutzt worden sind bzw. genutzt werden.

## Bulgarien
- Russe: bei Russe

## Deutschland

### Baden-Württemberg

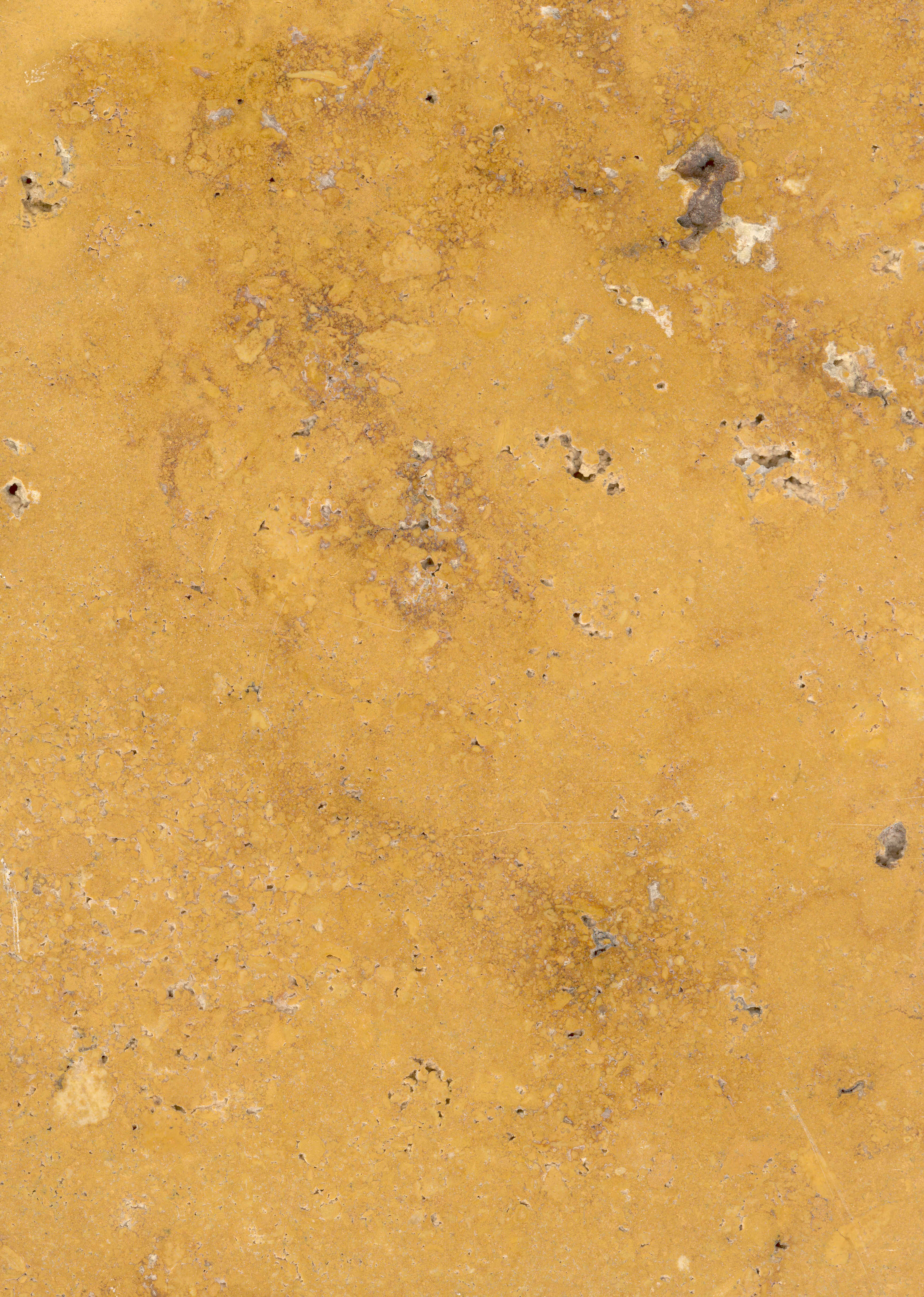
Cannstatter Travertin, gegen das Lager gesägt und poliert

- Cannstatter Travertin: bei Cannstatt
- Gauinger Travertin (ein Kalktuff): bei Gauingen
- Riedöschinger Travertin: bei Riedöschingen

### Thüringen
- Burgtonnaer Travertin: in Burgtonna
- Ehringsdorfer Travertin: Weimar-Ehringsdorf
- Langensalzaer Travertin: bei Bad Langensalza
- Mühlhausener Travertin: bei Mühlhausen

## Italien

### Latium
- Römischer Travertin: bei Tivoli und Guidonia Montecelio

### Toskana
- Travertino Toscano: bei Rapolano Terme

## Iran

### Ost-Aserbaidschan
- Persischer Travertin: Ost-Aserbaidschan, bei Maragha

## Nordmazedonien
- Kučkovo: in Kučkovo bei Skopje

## Rumänien
- Borsec, bei Borsec
- Deva, bei Deva

## Serbien
- Novi Pazar: bei Novi Pazar

## Slowakische Republik
- Dudince: bei Dudince
- Ludrova: bei Ludrová
- Podolinec: bei Podolínec
- Santovka: in Santovka
- Spiž oder Spišský travertín: bei Spišské Podhradie

## Tschechien
- Hanácký travertin: bei Tučín und Želatovice

## Ungarn
- Budakalasz, bei Budakalász
- Süttö, in Süttő
- Üröm, in Üröm